# Eleanor Boardman
Eleanor Boardman (ur. 19 sierpnia 1898, zm. 12 grudnia 1991) – amerykańska aktorka filmowa.

## Filmografia
- 1922: The Strangers' Banquet jako Jean McPherson
- 1924: Żona centaura jako Joan Converse
- 1924: Wino młodości jako Mary
- 1925: The Circle jako Elizabeth Cheney
- 1925: The Only Thing jako Thyra, księżna Svendborg
- 1928: Człowiek z tłumu jako Mary
- 1930: Odkupienie jako Lisa
- 1935: The Three Cornered Hat jako Żona Millera

## Wyróżnienia
Posiada swoją gwiazdę na Hollywoodzkiej Alei Gwiazd